# منطقة يادجير
يادجير رمزها «YG» (بالإنجليزية: Yadgir)‏ ، هو تقسيم إداري لدولة الهند تتبع ولاية كارناتاكا (بالإنجليزية: Karnataka)‏ ، مركزها هو مدينة يادجير (بالإنجليزية: Yadgir)‏ عدد سكانها حسب تعداد سنة 2001 هو ، مساحتها كم² وكثافة السكان لكل كم² .